# Барахманське лісничество
Барахма́нське лісни́чество (рос. Барахманское лесничество, ерз. Барахманское лесничество) — селище у складі Ічалківського району Мордовії, Росія. Входить до складу Берегово-Сиресівського сільського поселення.

## Населення
Населення — 18 осіб (2010; 44 у 2002).
Національний склад (станом на 2002 рік):
- мордва — 52 %
- росіяни — 46 %

Стара назва — Барахманське Лісничество, Лісничество Барахманське.